# ANBO-IV
Die ANBO-IV und ihre Weiterentwicklung ANBO-41 waren litauische Mehrzweckflugzeuge der 1930er Jahre und die bekanntesten Konstruktionen des Flugzeugkonstrukteurs Antanas Gustaitis.

## Entwicklung

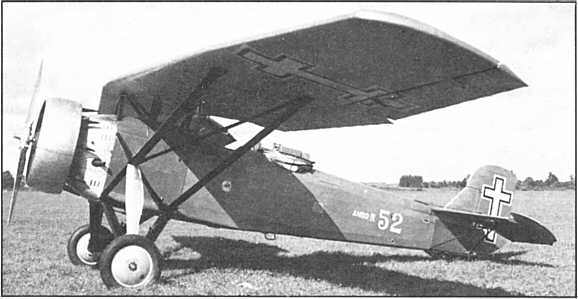
Der Prototyp der ANBO-IV mit „Wasp“-Motor

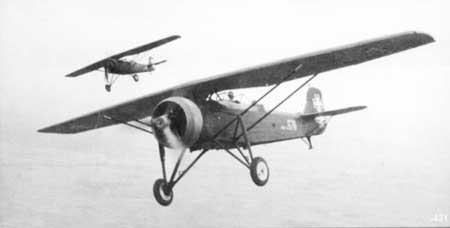
ANBO-41

Gustaitis entwarf das als Hochdecker ausgelegte Flugzeug hauptsächlich als Aufklärer für die Karo Aviacija. Der Prototyp wurde 1932 von der Militärflugzeugwerkstatt (Karo aviacijos tiekimo skyrius) in Kaunas, zu deren Leiter Gustaitis 1929 ernannt worden war, fertig gestellt und flog erstmals am 14. Juli. Er war anfangs mit einem Wasp-Motor ausgestattet, der sich als zu schwach erwies, weshalb noch ein stärkerer Panther zum Einbau kam. Die Erprobung verlief erfolgreich und es wurde eine Serie von 13 als ANBO-IV (für Antanas Nori Būti Ore) betitelten Flugzeugen aufgelegt, die einen Pegasus-Antrieb mit starrer Zweiblatt-Holzluftschraube erhielten und bis 1935 an die Luftstreitkräfte ausgeliefert wurden. Je nach verwendeter Triebwerksausführung wurden sie als ANBO-IV L (für Pegasus L2) oder ANBO-IV M (für Pegasus M2) bezeichnet.
Die ANBO-IV kam 1934 zu einiger internationaler Bekanntheit, als eine Dreierformation unter Führung Gustaitis’ vom 25. Juni bis zum 29. Juli eine Rundreise durch Europa absolvierte und dabei etwa 10.000 km zurücklegte. Diese Tournee, die durch verschiedene Hauptstädte wie Stockholm, Kopenhagen, Brüssel, London, Paris, Rom, Wien, Prag, Bukarest und Moskau führte, brachte das Vorhandensein einer litauischen Luftfahrtindustrie ins Bewusstsein der Öffentlichkeit.
Die leistungsstärkste Version ANBO-41 erschien 1937 und erhielt als Antrieb den Pegasus XI, der 686 kW (933 PS) leistete. Von ihr wurden 20 Stück produziert, was sie zum meistgebauten Flugzeug aus einheimischer Produktion machte, und bis 1939 an die Luftstreitkräfte übergeben.

## Einsatz
Die Flugzeuge wurden nach ihrer Übernahme durch die Armee sowohl auf die einzelnen Fliegerstaffeln (Eskadrile) der Luftstreitkräfte aufgeteilt als auch der Militärfliegerschule in Kaunas eingegliedert. Nach einer 1938 durchgeführten Militärreform, die auch die Aufstellung zweier neuer Staffeln zusätzlich zu den sechs vorhandenen umfasste, wurden die 12 vorhandenen ANBO-IV der 6. und 8. Eskadrile innerhalb der I. Gruppe (Aufklärung) in Panevėžys (3 bzw. 6 Stück) sowie der Ausbildungsgruppe in Kaunas (3 Stück) zugeschlagen.
Von der ANBO-41 gingen 7 Stück als Aufklärer an die 2. Eskadrile in Kaunas und 3 ebenfalls zur 6. Eskadrile. Die restlichen 10 flogen bei der 4. Eskadrile in Šiauliai, die innerhalb der III. Gruppe für die Bodenunterstützung zuständig war.
Diesen Einheiten waren die ANBO-IV und ANBO-41 auch zugeteilt, als die Rote Armee am 15. Juni 1940 Litauen besetzte und die Flugzeuge kampflos übernahm. Im Zuge der sich anschließenden Bildung der Litauischen Sowjetrepublik wurden einige Exemplare übernommen und in die neugebildete, aus Litauern bestehende Nationalstaffel (Tautine Eskadrile) unter der Führung von Major J. Kovacs eingegliedert, die noch übrigen dienten neben den meisten anderen des ehemaligen Flottenbestands der litauischen Luftstreitkräfte als Ersatzteilspender oder Übungsziele bei Manövern der Roten Armee. Im Rahmen der politischen Umwälzungen wurde auch der Konstrukteur der ANBO-IV, Gustaitis, verhaftet und am 16. Oktober 1941 in Moskau erschossen.
Bei Beginn des deutschen Überfalls auf die Sowjetunion erhielt die Nationalstaffel den Befehl, in rückwärtige sowjetische Gebiete zu verlegen und sich so dem Zugriff der schnell vorrückenden deutschen Truppen zu entziehen. Viele Piloten der Staffel nahmen die Rote Armee jedoch als Besatzungsmacht wahr und nutzten die Gelegenheit, um mit ihren Flugzeugen zu desertieren. Der Kommandeur Kovacs zum Beispiel wurde mit seiner ANBO-41 abgeschossen, als er bei diesem Anlass sowjetische Bodentruppen angriff. So kam auch die Luftwaffe in den Besitz einiger ANBO-Flugzeuge.

## Technische Daten
| Kenngröße             | Daten (ANBO-IV mit „Wasp“)                       | Daten (ANBO-IV mit „Panther“)                    | Daten (ANBO-IV L)                                | Daten (ANBO-IV M)                                | Daten (ANBO-41)                                  |
| --------------------- | ------------------------------------------------ | ------------------------------------------------ | ------------------------------------------------ | ------------------------------------------------ | ------------------------------------------------ |
| Erstflug              | 1932                                             | 1932                                             | 1934                                             | 1935                                             | 1937                                             |
| Besatzung             | 2 (Flugzeugführer, Beobachter/Bordschütze)       | 2 (Flugzeugführer, Beobachter/Bordschütze)       | 2 (Flugzeugführer, Beobachter/Bordschütze)       | 2 (Flugzeugführer, Beobachter/Bordschütze)       | 2 (Flugzeugführer, Beobachter/Bordschütze)       |
| Spannweite            | 13,20 m                                          | 13,20 m                                          | 13,20 m                                          | 13,20 m                                          | 13,20 m                                          |
| Länge                 | 8,75 m                                           | 8,75 m                                           | 8,75 m                                           | 8,75 m                                           | 8,80 m                                           |
| Höhe                  | 3,40 m                                           | 3,40 m                                           | 3,40 m                                           | 3,40 m                                           | 3,40 m                                           |
| Leermasse             |                                                  |                                                  | 1450 kg                                          |                                                  | 1500 kg                                          |
| max. Startmasse       |                                                  |                                                  | 2200 kg                                          |                                                  | 2300 kg                                          |
| Antrieb               | ein Pratt & Whitney Wasp                         | ein Armstrong Siddeley Panther                   | ein Bristol Pegasus Mk.II L2                     | ein Bristol Pegasus Mk.II M2                     | ein Bristol Pegasus Mk.XI                        |
| Leistung              | 336 kW (457 PS)                                  | 400 kW (544 PS)                                  | 433 kW (589 PS)                                  | 433 kW (589 PS)                                  | 686 kW (933 PS)                                  |
| Höchstgeschwindigkeit | 240 km/h                                         | 270 km/h                                         | 290 km/h                                         | 300 km/h                                         | 360 km/h                                         |
| Landegeschwindigkeit  | 90 km/h                                          | 90 km/h                                          | 95 km/h                                          | 95 km/h                                          | 100 km/h                                         |
| Bewaffnung            | zwei starre 7,7-mm-MG, zwei bewegliche 7,7-mm-MG | zwei starre 7,7-mm-MG, zwei bewegliche 7,7-mm-MG | zwei starre 7,7-mm-MG, zwei bewegliche 7,7-mm-MG | zwei starre 7,7-mm-MG, zwei bewegliche 7,7-mm-MG | zwei starre 7,7-mm-MG, zwei bewegliche 7,7-mm-MG |
| Bombenlast            | 140 kg                                           | 140 kg                                           | 140 kg                                           | 140 kg                                           | 200 kg                                           |

## Einzelnachweis
1. ↑  Marat Chairulin: Die ANBO-Flugzeuge und Litauens kleine Luftstreitkraft. In: Fliegerrevue. Nr. 4, 1993, S. 34.